# Elizabeth Bishop

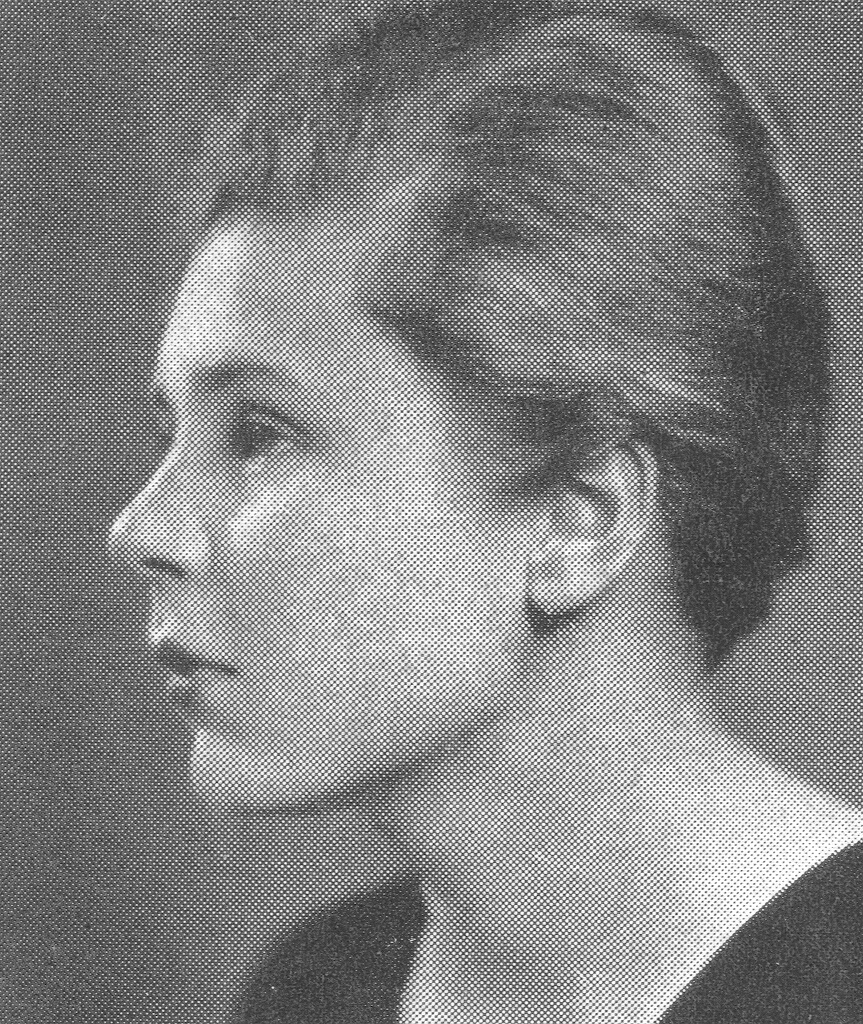
Elizabeth Bishop, 1934

Elizabeth Bishop (* 8. Februar 1911 in Worcester, Massachusetts; † 6. Oktober 1979 in Boston, Massachusetts) war eine US-amerikanische Dichterin und Schriftstellerin der Moderne.

## Leben und Werk
Elizabeth Bishops Vater William Thomas Bishop starb vor ihrem ersten Geburtstag. Ihre Mutter Gertrude Bishop, geborene Bulmer, erlitt mehrere Nervenzusammenbrüche und wurde dauerhaft in ein Sanatorium eingeliefert, als Bishop fünf Jahre alt war. Aufgewachsen ist Elizabeth Bishop von ihrem dritten bis zum sechsten Lebensjahr bei den kanadischen Großeltern mütterlicherseits in Great Village, Nova Scotia, in einer liebevollen und glücklichen Atmosphäre. Danach verbrachte sie gegen ihren Willen ihre Kindheit bei der Familie ihres Vaters in Worcester und Boston in ärmlichen Verhältnissen. Sie besuchte die Walnut Hill School in der Nähe von Boston und ging danach für vier Jahre auf das Vassar College in Poughkeepsie, New York. Mit Mary McCarthy und anderen schrieb sie in dieser Zeit für die literarische Zeitschrift „Con Spirito“. 1934, in dem Jahr als ihre Mutter starb, graduierte Elizabeth Bishop am Vassar College. Im selben Jahr lernte sie die gut 20 Jahre ältere Marianne Moore kennen, die großen Einfluss auf das frühe Werk von Elizabeth Bishop ausübte.

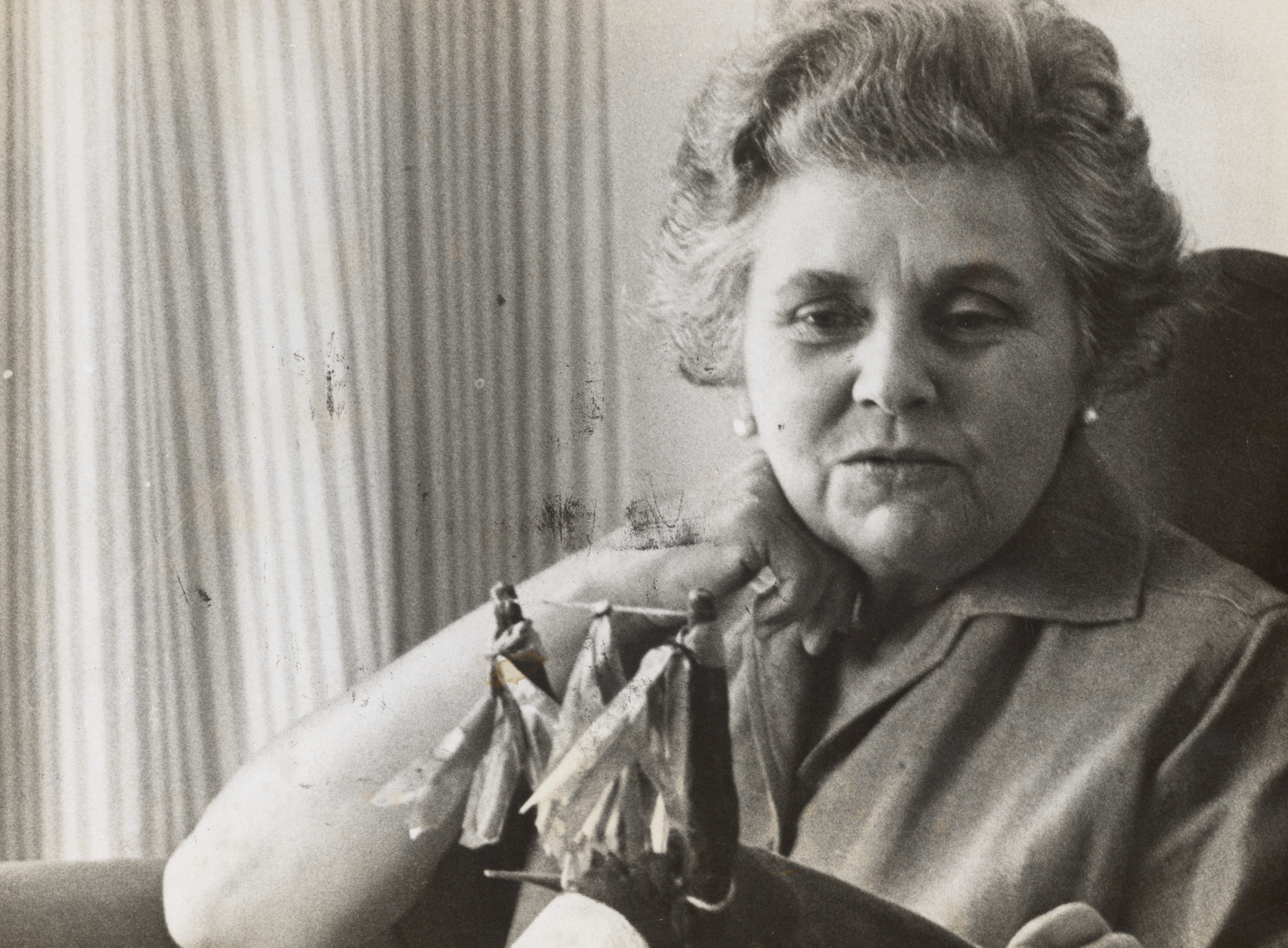
Elizabeth Bishop in Brasilien, 1964.

Marianne Moore schlug sie für den Lyrikpreis des Verlages Houghton Mifflin vor, den Elizabeth Bishop 1946 für North & South bekam. Für das Werk North & South-A Cold Spring wurde sie 1956 mit dem Pulitzer-Preis und 1970 für The Complete Poems mit dem National Book Award ausgezeichnet. 1976 bekam sie für ihren letzten Gedichtband Geography III als erste und bislang einzige US-Amerikanerin den Neustadt International Prize for Literature. Sie wurde außerdem 1954 zum Mitglied der American Academy of Arts and Letters und 1968 zum Mitglied der American Academy of Arts and Sciences ernannt. Bishop veröffentlichte die Mehrzahl ihrer Erzählungen und Gedichte im New Yorker und der Partisan Review.
Bishop reiste mehrfach durch Europa, ging für zwei längere Reisen nach Paris. Sie hielt sich oft in New York und Florida auf und entschied sich 1951 schließlich für lange Aufenthalte in Brasilien, wo sie offen homosexuell leben konnte, so im Leme (Rio de Janeiro) mit der Architektin Lota de Macedo Soares, die aus einer prominenten brasilianischen Politikerfamilie stammte.
Zu Lebzeiten veröffentlichte Bishop vier Gedichtbände; der letzte Band Geography III erschien 1976, drei Jahre vor ihrem Tod. Lange Zeit kannte man sie in Deutschland vor allem aus kleineren Sammlungen.
Bishop war eng mit den bedeutenden Lyrikern Robert Lowell und Howard Moss befreundet. Zu ihren Schülern und Bewunderern zählten John Ashbery, Mark Strand, Frank Bidart. Bishop unterrichtete nach ihrer Rückkehr aus Brasilien und während ihres letzten Lebensjahrzehnts an der University of Washington (Seattle) und an der Harvard University. Sie starb 1979 im Alter von 68 Jahren in Boston, Massachusetts.
Obwohl sie weniger schrieb als viele ihrer Kollegen, sicherte die unverkennbare Meisterschaft ihrer Gedichte Elizabeth Bishop eine führende Position in der amerikanischen Kultur. Von Anfang an gelobt für Klarheit, scharfsinnig beobachtete Details und ihren zurückhaltenden Ton, enthüllt die beschreibende Oberfläche von Bishops Gedichten dunkle, lange nachhallende Geheimnisse. Sie gilt als Nachfolgerin von Robert Frost.

## Werke
| - 1946 North & South - 1955 North & South-A Cold Spring - 1965 Questions of Travel - 1969 The Complete Poems - 1976 Geography III - 1979 Filling Station - 1927–1979 The Complete Poems – veröffentlicht nach ihrem Tod 1983 | - 1957 The Diary of Helena Morley - 1964 Three Stories by Clarice Lispector - 1968 Ballad of the Burglar of Babylon (Kinderbuch) - 1984 The Collected Prose - 1994 One Art (collected letters) (postum) - 1996 Exchanging Hats (paintings) (postum) - 2006 Edgar Allan Poe & The Juke-Box: Uncollected Poems, Drafts, and Fragments (postum) |

### Übersetzungen
- Gedichte, übers. v. Klaus Martens. Akzente 4 (August 1986), 292–304.
- Das Meer und sein Strand, übers. v. Klaus Martens. Akzente 4 (August 1986), 305–312.
- Der stille Wahn. Erzählungen, übers. u. m. e. Nachwort v. von Reinhard Kaiser. Frankfurter Verl.-Anst., Frankfurt am Main 1990, ISBN 3-627-10095-6; auch Fischer-Taschenbuch-Verlag 1993, ISBN 3-596-11289-3
- Alles Meer ein gleitender Marmor. Gedichte, zweisprachig, übersetzt und mit einem Nachwort herausgegeben von Klaus Martens. Mattes Verlag, Heidelberg 2011, ISBN 978-3-86809-045-1
- Gedichte. Zweisprachige Ausgabe von Steffen Popp. Hanser Verlag, München 2018, ISBN 978-3-446-26014-6

## Sekundärliteratur
- Klaus Martens, Das Ich des Auges oder Die Lust an der Geographie, Akzente 4 (August 1986), 313–324
- Klaus Martens, The Moose of It: Ein Gedicht von Elizabeth Bishop in seinen angloamerikanischen Traditionen. In Transatlantic Encounters. Studies in European-American Relations. FS for Winfried Herget. Hrsg. U.J. Hebel, K. Ortseifen. Trier, WVT 1995, 279–294.
- David Kalstone mit Robert Hemenway (Hrsg.): Becoming a poet : Elizabeth Bishop with Marianne Moore and Robert Lowell. New York: Farrar Straus Giroux, 1989 ISBN 0-374-10960-5
- Colm Tóibín: On Elizabeth Bishop. Princeton: Princeton UP, 2011
- Megan Marshall: Elizabeth Bishop : a miracle for breakfast, Boston; New York: Houghton Mifflin Harcourt, 2017, ISBN 978-0-544-61730-8

## Rezeption
Der Spielfilm Flores Raras von Bruno Barreto (2013, dt. Titel: Die Poetin) thematisiert die tragische Liebesbeziehung zwischen Elizabeth Bishop und Lota de Macedo Soares.
In dem Spielfilm In den Schuhen meiner Schwester liest Cameron Diaz als Pflegerin einem blinden Literaturprofessor Bishops Gedicht One Art vor und versucht sich an einer Interpretation.
In ihrem Gedicht On Seeing and Being Seen zitiert Ama Codjoe eine Zeile aus Elizabeth Bishops Gedicht In The Waiting Room.